# Ainuvarppirivier
Ainuvarppirivier (Zweeds – Fins: Ainuvarppijoki) is een rivier annex beek, die stroomt in de Zweedse  gemeente Kiruna. De rivier ontstaat als een aantal bergbeken samenstroomt op de hellingen van de Ainnuvatberg en de Ainuvarppi. De rivier / beek stroomt naar het noordoosten. Het is een zijrivier van de Könkämärivier. Ze is circa negen kilometer lang.
Afwatering: Ainuvarppirivier → Könkämärivier →  Muonio → Torne → Botnische Golf